# Mekong-Wühlmaus
Die Mekong-Wühlmaus (Neodon forresti) ist eine Nagetierart aus der Gattung Neodon innerhalb der Wühlmäuse (Arvicolinae). Sie kommt im Süden der Volksrepublik China und in Myanmar vor.

## Merkmale
Die Mekong-Wühlmaus erreicht eine Kopf-Rumpf-Länge von 10,0 bis 13,5 Zentimetern mit einem Schwanz von 3,6 bis 4,3 Zentimetern Länge. Die Hinterfußlänge beträgt 17 bis 20 Millimeter, die Ohrlänge 13 bis 15 Millimeter. Es handelt sich damit um eine der größeren Arten der Gattung. Das Rückenfell ist dunkelbraun, das Bauchfell grau mit grauweißer Einwaschung. Sie entspricht im Aussehen der Gansu-Felswühlmaus (Neodon irene), ist jedoch etwas größer und hat ein längeres und dunkleres Rückenfell. Der Schwanz ist zweifarbig mit einer dunkelbraunen Oberseite und einer weißen Unterseite. Die Oberseiten der Füße und Hände sind grauweiß.

## Verbreitung
Die Mekong-Wühlmaus kommt im Süden der Volksrepublik China und im Norden Myanmar vor. Das Verbreitungsgebiet in China ist dabei auf den Nordwesten von Yunnan auf das Gebiet zwischen dem Mekong und dem Jangtsekiang begrenzt.

## Lebensweise
Über die Lebensweise der Mekong-Wühlmaus liegen wie bei anderen Arten der Gattung nur sehr weniger Informationen vor. Sie lebt vor allem in steinigen Bergwiesen in Höhen um 3350 bis 3650 Metern.

## Systematik
Die Mekong-Rötelmaus wird als eigenständige Art innerhalb der Gattung Neodon eingeordnet, die aus vier bis fünf Arten besteht. Die wissenschaftliche Erstbeschreibung stammt von dem britischen Zoologen Martin Alister Campbell Hinton, der die Art 1923 anhand von Individuen aus dem Gebiet zwischen dem Mekong und dem Jangtsekiang im Nordwesten von Yunnan beschrieb. Aufgrund der morphologischen Nähe wurde sie teilweise als südliche Unterart der Gansu-Felswühlmaus (Neodon irene) oder als Unterart der Sikkim-Felswühlmaus (Neodon sikimensis) betrachtet.

## Status, Bedrohung und Schutz
Die Mekong-Rötelmaus wird von der International Union for Conservation of Nature and Natural Resources (IUCN) nicht in eine Gefährdungskategorie aufgenommen, da zu wenig Daten zur Lebensweise und Ökologie sowie zu den Beständen vorliegen (data deficient). Potenzielle Gefährdungsrisiken für die Art sind nicht bekannt.

## Belege
1. 1 2 3  Darrin Lunde, Andrew T. Smith: Forrest's Mountain Vole. In: Andrew T. Smith, Yan Xie: A Guide to the Mammals of China. Princeton University Press, Princeton NJ 2008, ISBN 978-0-691-09984-2, S. 236–237.
2. 1 2 3  Neodon forresti in der Roten Liste gefährdeter Arten der IUCN 2016.2. Eingestellt von: C.H. Johnston, A.T. Smith, 2008. Abgerufen am 5. November 2016.
3. 1 2  Neodon forresti. In: Don E. Wilson, DeeAnn M. Reeder (Hrsg.): Mammal Species of the World. A taxonomic and geographic Reference. 2 Bände. 3. Auflage. Johns Hopkins University Press, Baltimore MD 2005, ISBN 0-8018-8221-4.